# Hoya Corporation
Hoya Corporation  — японська компанія, що працює на ринку оптичних систем. Асортимент продуктів від контактних лінз до лазерного обладнання. Компанія є одним із світових лідерів з виробництва фотографічних фільтрів і цифродзеркальних камер під торговою маркою Pentax . 
Штаб-квартира розташована в 2-7-5 Нака-Ochiai, Shinjuku, Токіо. 

## Посилання

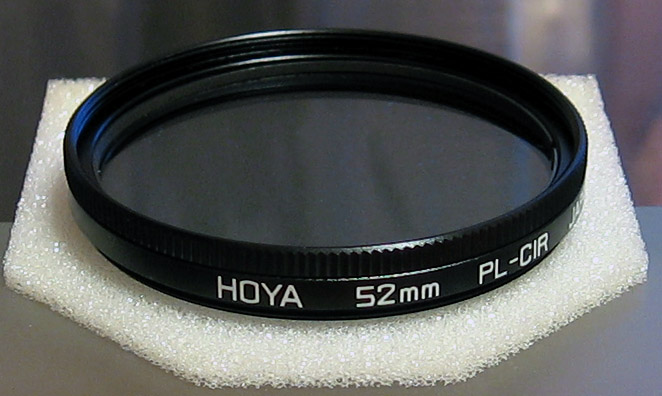
Поляризаційний фільтр Hoya